# Ludwig Scherhag
Ludwig Scherhag (* 16. Mai 1953 in Koblenz) ist ein ehemaliger deutscher Fußballspieler.

## Karriere
Der aus dem Koblenzer Stadtteil Immendorf stammende Scherhag spielte beim TuS Immendorf und dann von 1977 bis 1980 bei der TuS Neuendorf. 1980 wechselte der Stürmer zum 1. FSV Mainz 05 und kehrte 1984 wieder zur TuS Neuendorf zurück, die sich seit dem 15. März 1982 in TuS Koblenz umbenannt hatte.
Er bestritt am 20. März 1979 ein Spiel in der deutschen Fußballnationalmannschaft der Amateure in Schwenningen gegen Italien. Bei der 0:2-Niederlage wurden die DFB-Amateure von Trainer Erich Ribbeck betreut.
Mit TuS Neuendorf gewann er 1978 die Meisterschaft im Rheinland und nahm an der Aufstiegsrunde zur 2. Fußball-Bundesliga, Gruppe Süd, gegen Borussia Neunkirchen und den FSV Mainz 05 teil. Im DFB-Pokal des Jahres 1979 war er in der 2. Hauptrunde beim 2:1-Auswärtssieg am 23. September 1978 in Hamburg gegen den FC St. Pauli auf dem Feld, wie auch in der 3. Pokalhauptrunde beim 3:1-Heimsieg nach Verlängerung vor 6.000 Zuschauern am 2. Dezember 1978 gegen den 1. FC Bocholt, wobei er der umjubelte Held des Tages mit drei Treffern war. Bei der 1:4-Niederlage am 28. April 1979 gegen den Bundesligisten Bayer 04 Leverkusen gelang ihm kein Torerfolg.
Bei Mainz 05 feierte er die Meisterschaft in der Amateuroberliga Südwest in der Saison 1980/81, konnte aber durch die Einführung der eingleisigen 2. Bundesliga mit seiner Mannschaft nicht aufsteigen. Im Jahre 1982 wurde Mainz Vizemeister hinter dem FC 08 Homburg und nahm deshalb am Wettbewerb um die deutsche Amateurmeisterschaft teil. Nach Erfolgen gegen SC Viktoria Köln und Hertha Zehlendorf standen die 05er im Finale gegen die Amateure von Werder Bremen. Das Endspiel gewannen die Mainzer vor 8.000 Zuschauern im heimischen Bruchweg-Stadion am 17. Juni 1982 mit 3:0 Toren. Scherhag steuerte einen und Karl-Helmut Mähn zwei Treffer für den neuen Deutschen Amateurmeister bei.
Im Oktober 1982 wurde Scherhag von den Zuschauern der ARD-Sportschau zum Torschützen des Monats gewählt.